# 智利大学
智利大学（西班牙語：Universidad de Chile）是一所设于智利首都圣地亚哥的大学，成立于1843年，是美洲历史最悠久、拉丁美洲最有名望的大学之一。

## 校史簡介

### 背景
智利大学的历史可以追溯至1622年8月19日，当时被称为聖湯瑪斯·阿奎那大学。1738年7月28日为了纪念西班牙国王費利佩五世而改名为圣费利佩皇家大学。

### 智利大学

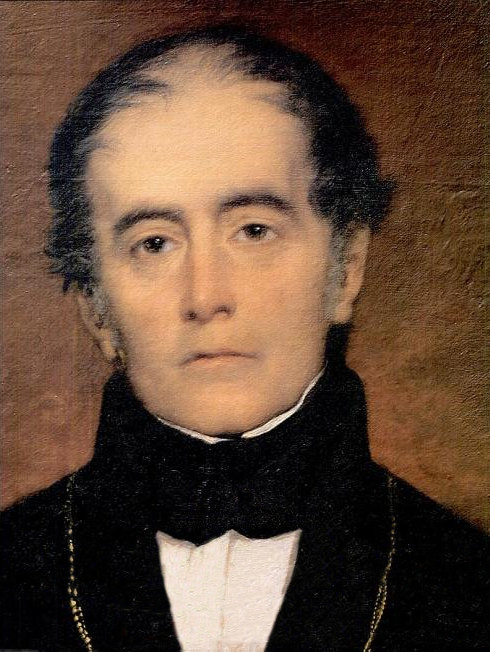
安德烈斯·貝略，智利大學的第一任校長

1841年，智利教育部长曼努埃尔·蒙特·托雷斯以「科学和人文科学的進歩和发展」为由，主持了对圣费利佩大学的世俗化改造，1842年11月19日，圣费利佩大学改名为智利大学，學者安德烈斯·貝略成為智利大學的第一任校長。1843年9月17日正式开学招生，大学共设有五个学院 (facultades)，分别是：人文科学与哲学学院、幾何学与物理学学院、法学与政治科学学院、医学院以及神学院。1931年增加了一个学院后，智利大学设有六个学院，分别是哲学与教育学院、法学与社会科学学院、生物和医学院、物理学和幾何学学院、农学与兽医学院、美术学院。

## 學院和校園
智大称副博士之前的学位为前学位，从副博士开始的高学位为后学位。大学设置前学位水平的专业有50个。学生通过学习可取得学士学位，有的可取得硕士学位；后者也可以是某种硕士学位教学计划学习的结果。在后学位领域，智大提供全国高校中最完备的培训范围，共有49个副博士科目点和13个博士科目点。 
副博士学位科目的代表领域有：管理与金融、卫生管理、生物统计学、生物学、生物化学、政治学、农牧学、药物学、社会学、兽医学、计算机科学、社会通讯、法学、经济学、教育学、国际研究、哲学、物理学、地理学、地质学、历史学、工程学、语言主学、文学、数学、人类营养学、食品与营养规划、化学、公共卫生和都市学等。 
博士学位的代表性科目有：生物学、物理学、数学、化学、地质学、工程学、生物化学、药物学、热学和生物医学等。 

## 著名校友和教员
诺贝尔奖获得者
- 加夫列拉·米斯特拉爾
- 巴勃羅·聶魯達

智利总统
- 費德里科·埃拉蘇里斯·薩尼亞圖
- 安尼瓦爾·平托·加蒙迪亞
- 多明戈·聖馬里亞·岡薩雷斯
- 費德里科·埃拉蘇里斯·埃紹倫
- 赫爾曼·列斯科
- 佩德羅·蒙特·蒙特
- 拉蒙·巴羅斯·盧科
- 胡安·路易斯·桑富恩特斯·安多納埃吉
- 阿圖羅·亞歷山德里·帕爾馬
- 路易斯·巴羅斯·博爾戈尼奧
- 埃米利亞諾·菲格羅亞·拉臘因
- 胡安·埃斯特班·蒙特羅·羅德里格斯
- 佩德羅·阿吉雷·塞爾達
- 加夫列爾·岡薩雷斯·魏地拉
- 豪爾赫·亞歷山德里·羅德里格斯
- 薩爾瓦多·阿葉德
- 帕特里西奧·艾爾文·阿索卡爾
- 愛德華多·弗雷·魯伊斯-塔格萊
- 里卡多·拉戈斯·埃斯科瓦爾
- 蜜雪兒·巴舍萊

其他国家的总统

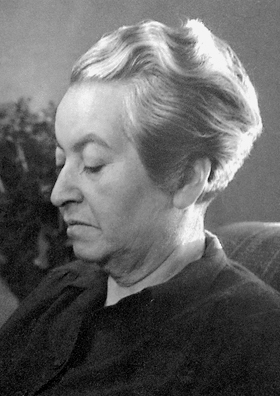
加夫列拉·米斯特拉尔，智利大学的西班牙语文学教授

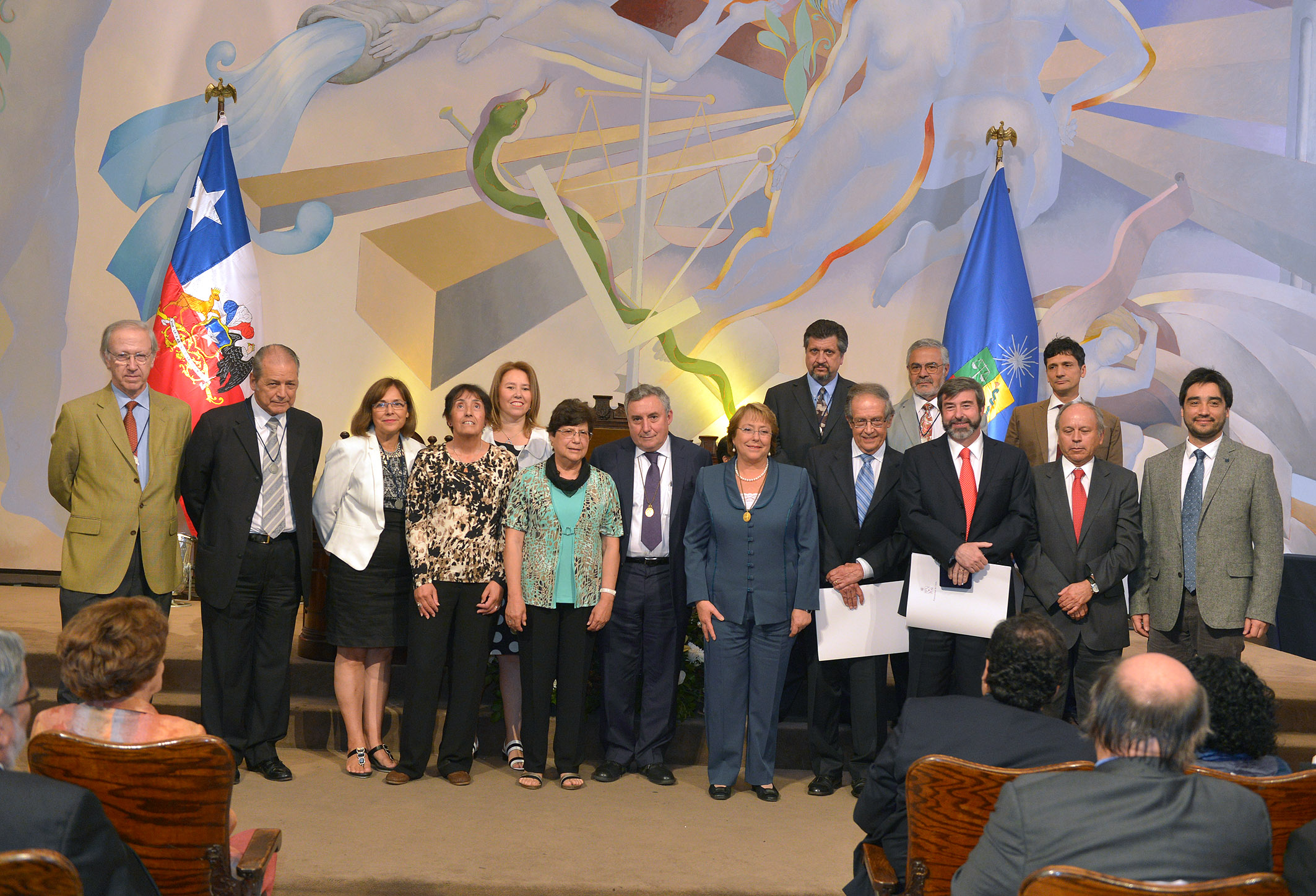
智利总统蜜雪兒·巴舍萊参加智利大学创立172周年纪念日

- 何塞·洛佩斯·波蒂略 (第51任墨西哥總統)
- 法坎多·馬查因 (巴拉圭總統)